# Switlana Lischtschynska
Switlana Lischtschynska (ukrainisch Світлана Ліщинська, wiss. Transliteration Svitlana Liščynsʹka; * 5. Oktober 1970 in Mariupol) ist eine russisch-ukrainische Regisseurin und Drehbuchautorin von Dokumentarfilmen.

## Leben und Karriere
Switlana Lischtschynska wuchs im russischsprachigen Mariupol auf, wurde dort Mutter und zog nach Kiew, um in der neu gegründeten Ukraine beruflich neue Wege zu gehen. Sie arbeitete über 25 Jahre für ukrainische Fernsehkanäle. 2014 gab sie ihre Arbeit dort auf. Wie sie in einem Interview angab, wurde sie durch die von der Revolution der Würde hervorgerufenen politischen Veränderungen zu diesem Schritt motiviert. Ihre erste Arbeit bestand darin, durch einen eigenen, unabhängigen Film die Verletzung von Menschenrechten zu dokumentieren.
Als selbstständige Regisseurin drehte sie den Dokumentarfilm Invisible Battalion, eine Zusammenarbeit mit Alina Horlowa und Iryna Zilyk. Der Film beschreibt Geschichten verschiedener Ukrainerinnen im Militär und wirkt so wie ein Panorama der Stellung der Frau in den Streitkräften. Er wurde 2023 im Rahmen der Ausstellung „On the Boundary of Two Worlds“ im Zentrum für Kunst und Medien Karlsruhe gezeigt. Anschließend drehte sie Treasures of Verona, in dem einem Kunstraub nachgegangen wird und ein ehrgeiziger ukrainischer Grenzschutzbeamter seinen Ruf aufs Spiel setzt, um die in Verona gestohlenen Meisterwerke zu finden.
In ihrem dritten Film Ballroom King schildert sie Makar, der in einem entlegenen ukrainischen Dorf lebt und davon träumt, trotz der Abgeschiedenheit seines Wohnorts Tanzlehrer zu werden.
Mit dem Kurzfilm Mariupol, Reconstruction nahm sie 2023 beim ArtDOC Festival Riga teil.
Das Vorhaben, den Dokumentarfilm A Bit of a Stranger zu drehen, brachte ihr den während des Internationalen Leipziger Festivals für Dokumentar- und Animationsfilme vergebenen Sächsischen Preis für das beste Dokumentarfilmprojekt einer Regisseurin ein. Dieser Film schildert ihre Mutter, Tochter und Enkelin, drei Generationen einer Familie aus Mariupol, die aufgrund der langjährigen Politik Moskaus ihre nationale Identität verlieren und mit dem russischen Angriffskrieg konfrontiert werden. A Bit of a Stranger nahm in der Sektion Panorama an dem 74. Internationalen Filmfestival von Berlin teil. Dieser Film wurde unter anderem von der schwedischen Produktionsfirma „Film i Fäst“ mit produziert und im Dezember 2024 im Fernsehkanal arte unter dem Titel Mariupol trois femmes et une guerre (deutsch Mariupol drei Frauen und ein Krieg) ausgestrahlt. Außerdem nahm der Film am Women Make Waves International Film Festival in Taiwan und am Ukrainischen Filmfest von Berlin 2024 teil.
2024 erhielt sie auch ein Stipendium vom Göteborg Film Festival, um an ihrem Projekt weiterzuarbeiten.

## Auszeichnungen
- 2022: Sächsischer Preis für das beste Dokumentarfilmprojekt einer Regisseurin für A Bit Of a Stranger
- 2024: Teilnahme an der 74. Berlinale in der Sektion Panorma mit A Bit of a Stranger

## Filmografie
- 2013: Invisible Battailon (Regie mit Alina Gorlova und Iryna Tsilyk)
- 2019: Treasures of Verona (Regie und Drehbuch)
- 2019: Ballroom King (Regie und Drehbuch)
- 2022: The Shelter
- 2022: Mariupol, Reconstruction (Regie)
- 2023: Useless Things
- 2024: A Bit of a Stranger (Regie und Drehbuch)